# Solar Wind Composition Experiment

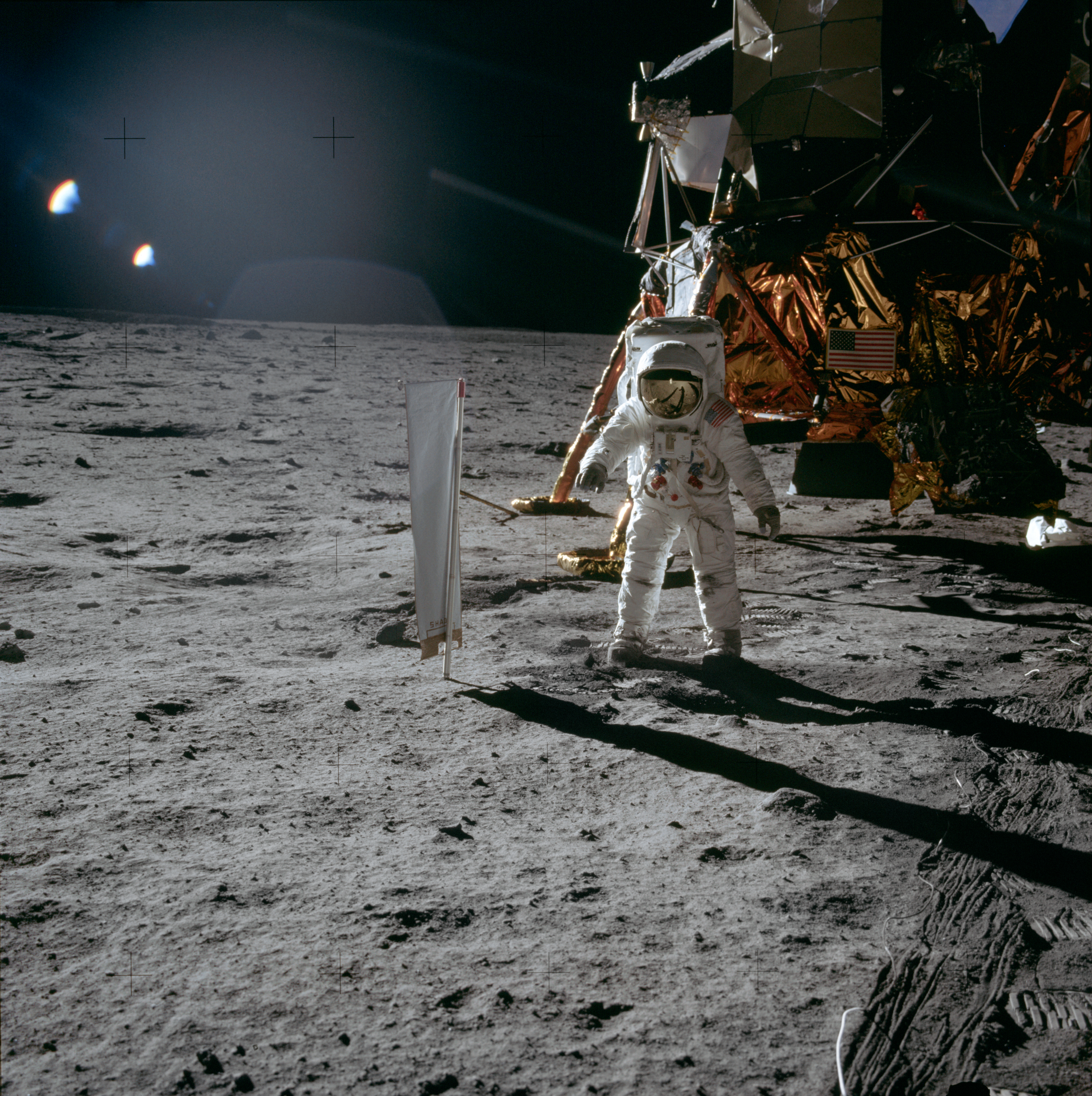
L'astronauta Edwin Aldrin in piedi vicino al Solar Wind Composition Experiment dispiegato durante la missione Apollo 11.

Il Solar Wind Composition Experiment (SWC) è stato un esperimento installato sulla superficie della Luna dagli astronauti di alcune missioni lunari relative al programma Apollo della NASA (missioni Apollo 11, 12, 14, 15 e 16). Il suo obiettivo era quello di misurare e campionare il vento solare al di fuori della magnetosfera terrestre. Si è trattato delle prime misurazioni isotopiche definitive del materiale solare.
L'esperimento SWC è stato proposto e progettato da un team svizzero guidato da Johannes Geiss e Peter Eberhardt dell'Università di Berna e da Peter Signer dello Swiss Institute of Technology. È stato prodotto dalla Swiss National Science Foundation e dall'Università di Berna. L'esperimento è stato parzialmente finanziato dal governo svizzero.
Esso consisteva in un foglio di 30,48×140 centimetri di alluminio ultra puro (anche con segmenti di platino durante la missione Apollo 16) che veniva eretto sulla superficie della luna con un palo telescopico. Il foglio doveva essere esposto al Sole per misurare i tipi di ioni e le energie del vento solare. Il tempo di esposizione è stato di 77 minuti su Apollo 11, 18 ore e 42 minuti su Apollo 12, 21 ore su Apollo 14, 41 ore e 8 minuti su Apollo 15 e 45 ore e 5 minuti su Apollo 16. Al termine dell'esposizione il foglio veniva staccato dall'asta telescopica, riposto in un sacchetto di teflon e riportato sulla Terra per essere  analizzato. L'esperimento ha avuto successo e ha fornito accurate composizioni isotopiche di elio, neon e argon del vento solare.